# 十五仔
十五仔，19世紀的華南海盜，活躍於1845年至1859年。十五仔與徐亞保兩人是繼張保仔之後香港勢力最大的海盜。他擁有70艘船，大本營位於電白，在英軍和清政府的打擊下，最終獲清政府招降為軍官。